# 韋爾霍圖羅夫島
韋爾霍圖羅夫島是俄羅斯的島嶼，位於該國東部堪察加邊疆區的白令海，卡拉金斯克島以北39.2英里(約45公里)，該島長3.5公里、寬500米，最高點海拔高度368米。